# Nicholas May
Nicholas May (* 21. April 1989) ist ein ehemaliger deutscher Basketballspieler.

## Laufbahn
Der in Stahnsdorf aufgewachsene, 2,03 Meter große May, den seine Sprungkraft auszeichnete, begann im Alter von 14 Jahren beim RSV Eintracht mit dem Basketballsport. In der Saison 2007/08 trat er mit der zweiten Herrenmannschaft des RSV Eintracht in der 2. Regionalliga an und bestritt in derselben Saison auch ein Spiel für TuS Lichterfelde II, ebenfalls in der 2. Regionalliga. Im Folgespieljahr 2008/09 war er mit Lichterfeldes erster Herrenmannschaft in derselben Liga vertreten.
Im Dezember 2009 wechselte er zu den Cuxhaven BasCats in die 2. Bundesliga ProA. May kam bis zum Ende der Saison 2009/10 in den Farben der niedersächsischen Mannschaft auf zehn Einsätze in der zweithöchsten deutschen Spielklasse, der Durchbruch gelang ihm nicht.
May ging in die 2. Regionalliga zurück, spielte dort in der Saison 2010/11 für die Mannschaft der Interkulturellen Sportakademie Schöneberg, ehe er im Januar 2011 erneut den Sprung in den Berufsbasketball vollzog, als er vom UBC Hannover (2. Bundesliga ProA) unter Vertrag genommen wurde. Bis zum Ende der Saison 2010/11 stand May für die Hannoveraner in sechs Zweitligabegegnungen auf dem Feld. Er ging in den Amateurbereich zurück, verstärkte im Spieljahr 2011/12 den USV Potsdam in der 2. Regionalliga.